# Massaguet
Massaguet est une ville du Tchad, chef-lieu du département du Haraze Al Biar, région du Hadjer-Lamis, sous préfecture de Massaguet.
La population de la sous-préfecture est de 29 364 habitants selon le RGPH2 de mai 2009.

## Géographie
Il est situé à 80 km au nord de N’Djamena et à 40 km de Djarmay.

## Histoire
Massaguet est le théâtre d'une défaite de l'armée nationale tchadienne commandée par Idriss Deby face aux rebelles le 1er février 2008.

## Économie
- La ville possède un très grand marché aux bestiaux (bovins, ovins, chevaux, dromadaires).
- C'est un carrefour pour tous les voyages vers le nord.